# 岸氏 (日本)
日本岸姓，日本姓氏之一，在日本姓氏列表排名第352位。以關東和東北地區人數比例較多。
- 外部璉日本岸姓分布地圖（日文）[永久]

## 起源
- 一説是中國来源的姓而渡来於日本。
- 一説新羅発祥之姓而渡来於日本。

## 知名人物
- 岸信介，日本政治家。
- 岸惠子，女優
- 岸朝子，料理研究家
- 岸孝之，日本棒球球選手
- 岸優太，日本偶像